# Бандикутоподобни
Бандикутоподобни (на латински: Peramelemorphia) е неголям разред торбести бозайници от Австралия и Нова Гвинея.
Представителите на разреда са дребни земни обитатели със средни размери на тялото от 140 g до 2 kg (повечето от видовете тежат около 1 kg). Представителите на всички видове са остромуцунести и с компактно тяло. Ушите им са големи, опашката е тънка. Задните крайници са по-дълги от предните. Предните крайници при повечето представители са пригодени за копаене, притежават здрави нокти на II, III и IV пръст, а I и V пръст липсват или са слабо развити и лишени от нокти. Обикновено II и III плъст са срастнали помежду си, но ноктите им са разделени. Бандикутоподобните се придвижват на подскоци, подобно на кенгурутата. От земята се изтласкват със задните си крайници, а се приземяват на четирите. Изключение от това правило бил измрелия вид Свинекрак бандикут.
Бандикутоподобните притежават характерни морфологични особености, които ги отличават от останалите торбести. Това са:
- Притежават 3 чифта долни резци. По това те наподобяват на хищните торбести.
- Синдиктилия – срастване на II и III пръст. По това наподобяват на двурезцовите торбести.

Бандикутообразните торбести се хранят с насекоми, растителна храна и по-рядко гризачи и гущери. Повечето намират храната си като копаят земята. Предимно нощни животни са. Марсупиумът е добре развит и се отваря назад.

## Класификация
- Разред Peramelemorphia: Бандикути и торбести язовци (20 съвременни вида, 3 изчезнали)
  - Семейство Thylacomyidae: (Билбита или зайцеухи бандикути, 1 вид, 1 изчезнал)
  - Семейство †Chaeropodidae: (с единствен представител изчезналия Свинекрак бандикут)
  - Семейство Peramelidae: Бандикути или торбести язовци (19 вида, 1 изчезнал)
    - Подсемейство Peramelinae
    - Подсемейство Peroryctinae
    - Подсемейство Echymiperinae

  - Надсемейство †Yaraloidea
    - Семейство †Yaralidae: (2 известни фосилни вида)